# Новотроицкий сельсовет (Казачинский район)
Новотроицкий сельсовет - сельское поселение в Казачинском районе Красноярского края.
Административный центр - село Новотроицкое.

## Население
| 2010 | 2012 | 2013 | 2014 | 2015 | 2016 | 2017 |
| ---- | ---- | ---- | ---- | ---- | ---- | ---- |
| 232  | →232 | ↘223 | ↘214 | ↘208 | ↘196 | ↗198 |

## Состав сельского поселения
В состав сельского поселения входят 3 населённых пункта:
| № | Населённый пункт | Тип населённого пункта       | Население |
| - | ---------------- | ---------------------------- | --------- |
| 1 | Дементьевка      | деревня                      | 54        |
| 2 | Новотроицкое     | село, административный центр | 144       |
| 3 | Широково         | деревня                      | 34        |

## Местное самоуправление
Новотроицкий сельский Совет депутатов
Дата избрания: 14.03.2010. Срок полномочий: 5 лет. Количество депутатов:  7
Глава муниципального образования
- Малыгин Владимир Михайлович. Дата избрания: 14.03.2010. Срок полномочий: 5 лет